# We Are the Streets
We Are the Streets – drugi album amerykańskiej grupy hip-hopowej The Lox. Wydany 25 stycznia 2000 roku. Większość produkcji jest autorstwa Swizz Beatza, pozostałe Timbalanda, PK i DJ-a Premiera. Album został zatwierdzony jako złota płyta.
Na albumie nie ma wielu artystów występujących gościnnie. Z Ruff Ryders pojawili się Drag-On, Eve i Swizz Beatz, a spoza grupy- Kasino i Timbaland.
Zwrotkę Stylesa z "Fuck You" można usłyszeć na "Niggas Flippin" z "A Gangster and a Gentleman" Stylesa. Podkład z utworu "Ryde or Die Bitch" jest grany w skicie "Shaquita" z albumu Drag-Ona. Podkład z "Breathe Easy" został wykorzystany we freestyle'u Flashy’ego ze składanki "We in Here (Official Ruff Ryder Mixtape)". Poza tym "Scream L.O.X", "Can I Live", "Wild Out" i "Blood Pressure" pojawiły się na mixtapie "Classic Lox Part Two". Na "Built For Bodies (Skit)" można usłyszeć fragment (refren i początek zwrotki) "Niggaz Die For Me" Drag-Ona.
Podkłady utworów z albumu pojawiły się na kilku mixtape'ach Swizz Beatza, chociażby "Instrumental World Vol.29: Swizz Beatz Edition" czy "Swizz Beatz Instrumentals" (DJ RC).

## Lista utworów
| #  | Tytuł                     | Długość | Występujący | Producent(ci) |
| -- | ------------------------- | ------- | --- | ------------- |
| 1  | "Intro (Skit)"            | 2:46    | |               |
| 2  | "Fuck You"                | 4:07    | - Intro: Styles P - Refren: Jadakiss, Styles P - Zwrotka: Jadakiss, Styles P, Sheek Louch | Swizz Beatz   |
| 3  | "Can I Live"              | 4:10    | - Intro: Styles P - Refren: Jadakiss, Styles P - Pierwsza zwrotka: Jadakiss, Sheek Louch - Druga zwrotka: Kasino, Styles P - Outro: Jadakiss, Styles P                                                   | Swizz Beatz   |
| 4  | "Built For Bodies (Skit)" | 1:05    | Styles P, Cross |               |
| 5  | "Breathe Easy"            | 4:07    | - Refren: Sheek Louch, Styles P - Pierwsza zwrotka: Styles P - Druga zwrotka: Sheek Louch - Trzecia zwrotka: Jadakiss                                                                                    | Swizz Beatz   |
| 6  | "Felony Niggas"           | 3:59    | - Intro: Styles P, Swizz Beatz - Refren: Styles P - Wszystkie zwrotki: Styles P | Swizz Beatz   |
| 7  | "Wild Out"                | 5:27    | - Intro: Swizz Beatz - Refren: Swizz Beatz - Pierwsza zwrotka: Sheek Louch - Druga zwrotka: Jadakiss - Trzecia zwrotka: Styles P                                                                         | Swizz Beatz   |
| 8  | "Blood Pressure"          | 3:46    | Jadakiss | Swizz Beatz   |
| 9  | "Recognize"               | 4:12    | - Intro: Jadakiss, Eve - Refren: Eve, Styles P, Jadakiss - Pierwsza zwrotka: Jadakiss - Druga zwrotka: Sheek Louch - Trzecia zwrotka: Styles P                                                           | DJ Premier    |
| 10 | "Rape'n U Records (Skit)" | 2:39    | Jadakiss, Sheek Louch, J-Hood, Styles P |               |
| 11 | "Y'all Fucked Up Now"     | 4:29    | - Intro: Styles P - Refren: Jadakiss - Pierwsza zwrotka: Styles P - Druga zwrotka: Sheek Louch - Trzecia zwrotka: Jadakiss                                                                               | Swizz Beatz   |
| 12 | "Scream L.O.X"            | 3:51    | - Intro: Jadakiss, Sheek Louch - Refren: Jadakiss, Styles P - Zwrotka: Sheek Louch, Styles P, Jadakiss                                                                                                   | PK            |
| 13 | "U Told Me"               | 4:53    | - Intro: Sheek Louch - Refren: Eve & Jadakiss - Pierwsza zwrotka: Sheek Louch - Druga zwrotka: Jadakiss - Trzecia zwrotka: Styles P                                                                      | Swizz Beatz   |
| 14 | "Brains Take 1 (Skit)"    | 0:58    | |               |
| 15 | "Ryde Or Die Bitch"       | 4:49    | - Intro: Jadakiss, Timbaland - Refren: Timbaland, Eve - Pierwsza zwrotka: Jadakiss - Druga zwrotka: Styles P - Trzecia zwrotka: Sheek Louch - Outro: Jadakiss                                            | Timbaland     |
| 16 | "Bring It On"             | 4:45    | - Intro: Sheek Louch, Swizz Beatz - Refren: Sheek Louch, Jadakiss - Wszystkie zwrotki: Sheek Louch - Outro: Swizz Beatz                                                                                  | Swizz Beatz   |
| 17 | "If You Know"             | 3:40    | - Intro: Sheek Louch - Refren: Jadakiss, Sheek Louch - Pierwsza zwrotka: Sheek Louch, Styles P, Jadakiss, Swizz Beatz - Druga zwrotka: Sheek Louch, Jadakiss, Styles P, Swizz Beatz, Cross, Drag-On, Eve | Swizz Beatz   |
| 18 | "We Are The Streets"      | 4:32    | - Intro: Sheek Louch - Refren: Jadakiss - Pierwsza zwrotka: Sheek Louch - Druga zwrotka: Jadakiss - Trzecia zwrotka: Styles P                                                                            | Swizz Beatz   |

## Pozycje na listach
| Rok  | Lista         | Lista                  | Lista |
| Rok  | Billboard 200 | Top R&B/Hip Hop Albums |       |
| 2000 | 5             | 2                      |       |